# Poecilippe medialis
Poecilippe medialis là một loài bọ cánh cứng trong họ Cerambycidae.